# Abano Calcio
L'Abano Calcio, meglio noto come Abano, è una società calcistica italiana con sede nella città di Abano Terme. Milita in Seconda Categoria Veneto.

## Storia
L'Abano Calcio nasce nel 1950 dalla fusione tra le formazioni del Patronato Pio X e l'Esedra Don Bosco. Nella stagione 1958-1959 disputa il suo primo campionato di rilievo, ovvero il Campionato Nazionale Dilettanti. Dopo essersi piazzato all'ultimo posto in classifica, per via della ristrutturazione del sistema calcistico italiano, viene riammessa nel massimo livello dilettantistico regionale. Nella stagione 60-61, l'Esedrabano, mantiene la categoria, vincendo lo spareggio, 1-0, contro il Conti di Cavarzere. La retrocessione arriva l'anno successivo, complice l'ennesima riforma che prevede ben sei retrocessioni per girone. Nel 1964-65, l'Abano è ancora nel massimo livello regionale. L'avventura però dura solo una stagione, complice l'ultimo posto in classifica.
Dalla stagione 1967-1968 fino alla stagione 1976-1977 milita nella massima categoria regionale.
Nella stagione 1976-1977 i neroverdi vincono il campionato con 8 punti di vantaggio sulla Contarina e salgono per la prima volta nella loro storia in Serie D.
Nella stagione 1980-1981 un'altra riforma dei campionati, che non prevede retrocessioni, salva la squadra aponense, classificatosi al penultimo posto. La società neroverde milita in Serie D fino alla stagione 1983-1984. Successivamente il club gioca costantemente in Promozione. Nella stagione 1991-1992, con l'introduzione del campionato di Eccellenza, viene promosso nel nuovo massimo livello regionale. Nella stagione 1996-1997 retrocede ma viene ripescato, mentre nella stagione 1999-2000, raggiunge i play-off nazionali, venendo tuttavia eliminato dal Belluno.
Comincia così un periodo buio della società. Infatti nella stagione 2000-2001 arriva la retrocessione in Promozione, stavolta dopo uno spareggio perduto con il Lugugnano ai rigori (2-2 tempi regolamentari, 4-3 dcr). Dopo quattro campionati di Promozione, nella stagione 2004-2005, arriva la retrocessione in Prima Categoria. Questo si rivelerà essere un momento negativo della storia calcistica della società neroverde, complice anche la nascita un nuovo club ad Abano Terme, la Thermal Abano fondato dall'imprenditore Tiziano Rossetto, dirigente fuoriuscito dallo storico sodalizio neroverde.
Il ritorno in Promozione arriva nel campionato 2008 subito bissato da quello in Eccellenza, conquistata nei play-off eliminando Sottomarina e Porto Viro prima della sconfitta in finale con il Cordignano che non pregiudica il salto di categoria. Nella 2013-2014 infine, trent’anni dopo l’ultima partecipazione, l'Abano festeggia la promozione in Serie D giunta dopo aver superato Rovigo e Cerea nei play-off regionali, Levico e Fertilia in quelli nazionali. Nella stagione 2014-2015 i neroverdi, da neopromossi, colgono un ottimo sesto posto qualificandosi per i play-off dove vengono eliminati dall'Este in un derby tutto euganeo. Seguono altre tre stagioni di Serie D, tra alti e bassi, al termine delle quali, l'Abano retrocede in Eccellenza.
A dicembre 2021, il patron Gildo Rizzato, annuncia il proprio disimpegno dalla società, annunciando Claudio Garon, come nuovo proprietario dell'Abano.
A fine stagione 2021-2022 c'è la retrocessione in Promozione dopo la doppia sconfitta ai play-out contro la "Robeganese Fulgor Salzano".
Al termine della stagione 2022-2023 di Promozione, si piazza a l’ultimo posto, retrocedendo in Prima Categoria.
A partire dalla stagione 2023-2024 comincia una collaborazione ad ampio raggio con la società sportiva "Albignasego Calcio" di Albignasego. Il nuovo presidente è Rossano Moracci. 
Alla fine della stagione 2023-2024 perde i playout contro il Montagnana e retrocede in Seconda Categoria.
A luglio 2024 il direttivo dell'USD Carpanedo - Teolo Calcio, squadra militante la stagione precedente in Seconda Categoria Veneto, decide di recuperare le sorti della blasonata società aponense. Il nuovo gruppo dirigente, che vede ancora Moracci come presidente, vuole portare la propria esperienza pluriennale per riportare la società ad alti livelli. Termina la stagione 2024-2025 all'11° posto del girone L di Seconda Categoria Veneto.

## Strutture

### Stadio
Lo Stadio delle Terme, situato in località Monteortone, è stata la sede delle partite in casa dell'Abano Calcio fino alla stagione 2022-2023. Dotato sul lato ovest di una tribuna coperta da circa 800 posti, nel 2013, in occasione della promozione in Serie D della rivale Thermal Abano Teolo, è stato rinnovato e adeguato alla categoria con l'installazione di una nuova tribunetta in ferro da 144 posti per i tifosi ospiti, con accesso e servizi igienici indipendenti, disposta a sinistra di quella principale. L'impianto è completato da una pista di atletica omologata a sei corsie.
A partire dalla stagione 2019-2020 e fino a settembre 2021, l'Abano Calcio ha giocato le partite in casa: prima presso il campo sportivo "Gian Enrico Lugli" e poi presso il limitrofo "Centro Sportivo Euganeo" di Bresseo di Teolo. Quest'ultimo è rimasto sede degli allenamenti fino alla stagione 2022-2023.
Dalla stagione 2023-2024 il campo di gioco diventa lo Stadio "M. Loteni" di Ferri di Albignasego.
Dalla stagione 2024-2025 la squadra gioca presso il Campo Sportivo di Saccolongo (loc. Montecchia) in Viale dello Sport.

## Allenatori e presidenti
Di seguito l'elenco di allenatori e presidenti dell'Abano dall'anno di fondazione a oggi.
| Allenatori - 1950-1978 ... - 1978-1979 Antonio Pin - 1979-2004 ... - 2004 Lauro Pomaro - 2004-2011 Andrea Brocca - 2011-2012 Filippo Maniero - 2012-2013 Mauro Zironelli - 2013-2015 Massimiliano De Mozzi - 2015 Andrea Maniero (interim) - 2015-2016 Karel Zeman - 2016-2017 Luca Tiozzo - 2017-2018 Franco Gabrieli - 2018-2019 Massimiliano Lucchini - 2019-2021 Matteo Lunardon - 2021 Massimo Milazzo - 2021-2022 Vinicio Bisioli - 2022-2023 Carlo Perrone - 2023 Luigi Capuzzo - 2023 Luca Sarti - 2024 Gualtiero Grandini - 2024-2025 Daniele Bisanti | Presidenti - 1950-200? ... - 200?-2004 Luciano Trognacara - 2004-2010 Gildo Rizzato - 2010-2011 Lucio Milani - 2011-2021 Gildo Rizzato - 2021-2023 Claudio Garon - 2023-oggi Rossano Moracci |

## Palmarès

### Competizioni regionali
- Promozione: 1

1976-1977 (girone A)
- Prima Categoria: 1

2006-2007 (girone E)
- Seconda Categoria: 1

1966-1967 (girone H)

## Statistiche e record

### Partecipazione ai campionati nazionali
Di seguito due tabelle raffiguranti le partecipazioni dell'Abano ai campionati di calcio.
| Livello | Categoria                 | Partecipazioni | Debutto   | Ultima stagione | Totale |
| ------- | ------------------------- | -------------- | --------- | --------------- | ------ |
| 4º      | Serie D                   | 5              | 1977-1978 | 2017-2018       | 5      |
| 5º      | Serie D                   | 3              | 1978-1979 | 1980-1981       | 6      |
| 5º      | Campionato Interregionale | 3              | 1981-1982 | 1983-1984       | 6      |